# Piotr Kamiński
Piotr Kamiński (ur. 22 marca 1949 w Warszawie) – polski dziennikarz radiowy, krytyk muzyczny, znawca opery, pisarz i tłumacz literatury. 

## Życiorys
W latach 1968–1981 współpracownik Polskiego Radia.
W 1981 roku współpracował z Romanem Polańskim (jako konsultant muzyczny) przy inscenizacji Amadeusza Petera Shaffera w warszawskim Teatrze na Woli. Po sukcesie przedstawienia wyjechał z Polańskim do Paryża, by przygotować francuską wersję spektaklu. We Francji zastał go wybuch stanu wojennego.
Od 1981 mieszka w Paryżu. W latach 1982–2010 pracował w Radio France Internationale, a od 1984 współpracował z France Musique. W latach 1996–2010 był stałym krytykiem francuskiego miesięcznika muzycznego Diapason. Wraz z Jean-Charles'em Hoffelé sporządził cztery edycje przewodnika płytowego Les Indispensables du CD (Librairie Arthème Fayard, 1994–1997).
Często gości w nadawanej przez Program II Polskiego Radia audycji Jacka Hawryluka Trybunał Płytowy Dwójki.
Na język polski tłumaczył m.in. dzieła Samuela Becketta, Raymonda Chandlera i Jeana Geneta, a na francuski poezje Wisławy Szymborskiej i dramat Wielebni Sławomira Mrożka. Pracuje nad cyklem nowych przekładów sztuk Szekspira (we współpracy z Anną Ceterą-Włodarczyk).
Jest autorem kilku książek o operze napisanych po francusku, w tym monumentalnego przewodnika Mille et un opéras (Librairie Arthème Fayard. 2003; wyd. pol. Tysiąc i jedna opera, 2008).
Jako konsultant muzyczny współpracował z Andrzejem Sewerynem (Le Mal court Jacques’a Audibertiego, Comédie Française – Vieux Colombier, 2000; Tartuffe czyli Obłudnik Moliera, Teatr Telewizji 2002; La Nuit des Rois Shakespeare’a, Comédie Française 2003; Ryszard II Shakespeare’a, Teatr Narodowy 2004) i z Janem Englertem (Władza Nicka Deara, Teatr Narodowy 2005), a z Agnieszką Holland – przy filmie Kopia mistrza.
Odrestaurował i uzupełnił pierwszy polski przekład Cyda Corneille'a sporządzony przez Jana Andrzeja Morsztyna (Teatr Polski w Warszawie, reż. Ivan Alexandre, 2011). Utwór ukazał się drukiem w roku 2018.

## Twórczość

### Książki autorskie
- Mille et un opéras, Librairie Arthème Fayard, Paryż 2003.
- Tysiąc i jedna opera, Polskie Wydawnictwo Muzyczne, Kraków 2008 (wydanie jednotomowe – 2015).
- Le Baroque anglais: Haendel, Purcell et les autres, Livre de Poche, 2010[7].
- Le Bel canto: Rossini, Bellini, Donizetti..., LGF, Paris 2010[8].
- Lully, Rameau et l'opéra baroque français, Livre de Poche, 2010[9].
- Richard Strauss et le post-romantisme allemand, LGF, Paris 2011[10].

### Przekłady (wybór)
- Samuel Beckett, Pisma prozą, Czytelnik 1982.
- Raymond Chandler,  Siostrzyczka, Iskry, Warszawa 1983 (i następne).
- Jean Genet, Dziennik złodzieja, Wydawnictwo Literackie, Kraków-Wrocław 1984 (i następne).
- Harvey Sachs, Toscanini, Państwowy Instytut Wydawniczy, Warszawa 1988.
- William Szekspir, Ryszard II, Wyd. Uniwersytetu Warszawskiego, Warszawa 2009 (Teatr Narodowy, reż. Andrzej Seweryn, 2004).
- William Szekspir, Makbet, W.A.B., Warszawa 2011. Wydanie II, rozszerzone, Wyd. Uniwersytetu Warszawskiego, Warszawa 2022.
- William Szekspir, Wieczór Trzech Króli albo Co chcecie, W.A.B., Warszawa 2012 (Teatr Polski, reż. Dan Jemmett, 2011).
- William Szekspir, Burza, W.A.B., Warszawa 2012. Wydanie II, rozszerzone, Wyd. Uniwersytetu Warszawskiego, Warszawa 2022 (Teatr Polski, reż. Dan Jemmett, 2012).
- William Szekspir, Opowieść zimowa, W.A.B., Warszawa 2014 (Teatr Narodowy, reż. Marcin Hycnar, 2017).
- William Szekspir, Kupiec wenecki, W.A.B., Warszawa 2015. Wydanie II, rozszerzone, Wyd. Uniwersytetu Warszawskiego, Warszawa 2021 (Teatr Dramatyczny w Warszawie, reż. Aldona Figura, 2014)[11].
- William Szekspir, Antoniusz i Kleopatra (Teatr Polskiego Radia, reż. Jacek Gąsiorowski, Piotr Kamiński, 2016)[12].
- William Szekspir, Miarka za miarkę (Teatr Dramatyczny w Warszawie, reż. Oskaras Koršunovas, 2016).
- William Szekspir, Hamlet (Teatr Dramatyczny, reż. Tadeusz Bradecki, 2019).
- William Szekspir, Król Lear (Teatr Dramatyczny, reż. Wawrzyniec Kostrzewski, 2021).
- William Szekspir, Henryk IV, cz. 1 (Teatr Polski w Warszawie, reż. Ivan Alexandre, 2024; wystawiono pod tytułem: Historia Henryka IV z opisem bitwy pod Shrewsbury między księciem Henrykiem a lordem Henrykiem Percym wraz z szelmostwami sir Falstaffa)[13].
- Eugène Ionesco, Nosorożec (Teatr Dramatyczny, reż. Artur Tyszkiewicz, 2013).
- Wisława Szymborska, De la mort sans exagérer (Gallimard-Poésie, Paris 2018).
- Pierre Corneille/Jan Andrzej Morsztyn, Cyd, czyli Roderyk (Arkady, Warszawa 2018).

## Odznaczenia
- Krzyż Oficerski Orderu Sztuki i Literatury (Francja, 2020)
- Krzyż Kawalerski Orderu Sztuki i Literatury (Francja, 1997)[14]

## Nagrody i wyróżnienia
- Nagroda im. Wojciecha Bogusławskiego w kategorii „najlepsza książka teatralna roku” za Tysiąc i jedna opera (2008)
- Złoty Mikrofon (2009)[15]
- Nagroda literacka  ZAiKS-u za przekłady Szekspira (2012)[16][17]
- Nominowany do Nagroda Literacka Gdynia za przekład Opowieści zimowej Williama Szekspira (2015)[18]